# Стивен Фрај
Стивен Џон Фрај (енгл. Stephen John Fry; Лондон, 24. августа 1957) енглески је комичар, сценариста, глумац, режисер, водитељ, писац, аутор природњачких документараца.
Популарност је стекао првенствено улогама у телевизијским серијама попут Црна Гуја (1985—1989) и Џивс и Вустер (1990—1993), које су биле међу многим делима креативног тандема Фраја и Лорија.
Остао је у сећању у улози батлера Џивса и филмовима Риба звана Ванда, Госфорд парк, Аутостоперски водич кроз галаксију, В као вендета, Шерлок Холмс: Игра сенки, Алиса у земљи чуда, Алиса иза огледала, Љубав и пријатељство. 
Изван Велике Британије, Фрај је најпознатији по улози Оскара Вајлда у филму Вајлд (1997). Близак је пријатељ Хјуа Лорија, са којим је глумио у скеч комедији A Bit of Fry and Laurie (1989—1995).

## Дела

### Као аутор

#### Фикција
- Fry, Stephen (1991). The Liar. Soho. ISBN 978-0-939149-82-7.
- Fry, Stephen (1994). The Hippopotamus. Soho Press. ISBN 978-1-56947-054-1.
- Fry, Stephen (1996). Making History. Arrow. ISBN 978-0-09-946481-5.
- Fry, Stephen (2000). The Stars' Tennis Balls. Hutchinson. ISBN 978-0-09-180151-9. US edition:
- Fry, Stephen (2003). Revenge: A Novel. Random House. ISBN 978-0-8129-6819-4.
- Fry, Stephen [as Mrs. Stephen Fry] (2010). Mrs. Fry's Diary. Hodder & Stoughton. ISBN 978-1444720778.

#### Друга дела
- Fry, Stephen (1992). Paperweight. William Heinemann. ISBN 978-0434274086.
- Fry, Stephen (2002). Rescuing the Spectacled Bear: A Peruvian Diary. Hutchinson. ISBN 978-0-8129-6819-4.
- Fry, Stephen; Lihoreau, Tim (2004). Stephen Fry's Incomplete and Utter History of Classical Music. Macmillan. ISBN 9780752225340.
- Fry, Stephen (2005). The Ode Less Travelled: Unlocking the Poet Within. Hutchinson. ISBN 978-0091795238.
- Fry, Stephen (2017). Mythos: A Retelling of the Myths of Ancient Greece. Michael Joseph. ISBN 978-0718188726.
- Fry, Stephen (2018). Heroes. Michael Joseph. ISBN 978-0241380369.
- Fry, Stephen (2020). Troy. Michael Joseph. ISBN 978-0241424599.
- Fry, Stephen (2021). Fry's Ties: the Life and Times of a Tie Collection. Michael Joseph. ISBN 978-0241493045.

#### Аутобиографска дела
- Fry, Stephen (1997). Moab Is My Washpot: An Autobiography. Soho Press. ISBN 978-1-56947-202-6.
- Fry, Stephen (2010). The Fry Chronicles: An Autobiography. Michael Joseph. ISBN 978-0-7181-5483-7.
- Fry, Stephen (2014). More Fool Me: A Memoir. Michael Joseph. ISBN 978-0718179786.

'Сценарија из A Bit of Fry and Laurie'
- Fry, Stephen; Laurie, Hugh (1990). A Bit of Fry and Laurie. Mandarin. ISBN 978-0-7493-0705-9.
- Fry, Stephen; Laurie, Hugh (1991). A Bit More Fry and Laurie. Mandarin. ISBN 978-0749310769.
- Fry, Stephen; Laurie, Hugh (1992). 3 Bits of Fry and Laurie. Mandarin. ISBN 978-0434271931.
- Fry, Stephen; Laurie, Hugh (1995). Fry and Laurie 4. Mandarin. ISBN 978-0749319670.

### Аудио књиге
- Fry, Stephen, (2009). Short Stories by Anton Chekhov (Stephen Fry Presents).  978-0007316373.
- Fry, Stephen (2017). Fry's English Delight. Audible Studios. ISBN 978-1536635058.
- Fry, Stephen, 2017. "Eugene Onegin Alexander Pushkin Audiobook" (Stephen Fry Reads James E. Fallen, trans. Eugene Onegin)

### Предговори
- Højer, Torsten, ур. (2016). Speak My Language, and Other Stories: An Anthology of Gay Fiction. Constable & Robinson. ISBN 978-1472119971.
- Whittard, Tim, ур. (2020). Mental & Behavioural State Examination: Theory into Practice – A Nurse's Perspective on Psychiatric Assessment. The Choir Press. ISBN 978-1789630954.
- Hitchens, Christopher; Dawkins, Richard; Harris, Sam; Dennett, Daniel, ур. (2019). The Four Horsemen: The Conversation That Sparked an Atheist Revolution. Random House. ISBN 978-0525511953.